# 春色梅児誉美

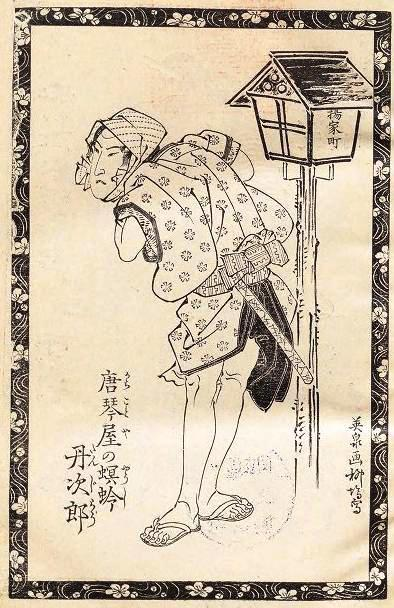
『春色梅児誉美』の主人公・丹次郎。複数の女性に愛され、色男の代名詞となった

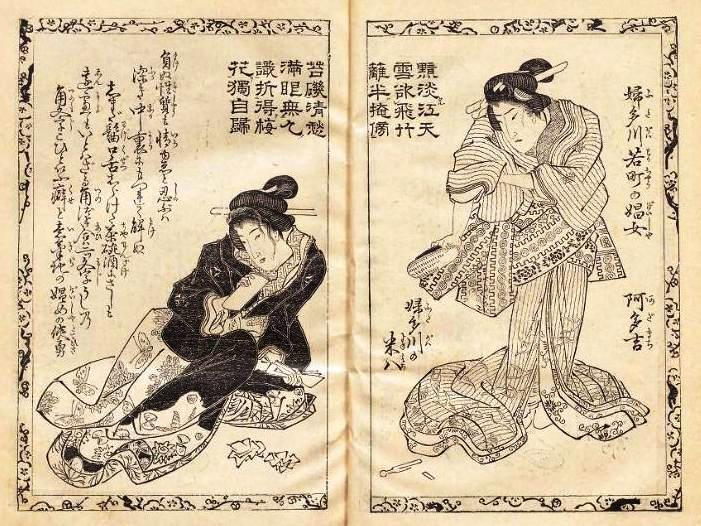
芸者米八と仇吉

『春色梅児誉美』（しゅんしょくうめごよみ）は、江戸時代の人情本。為永春水作。春色梅暦とも表記する。梅暦とも略称される。1832年（天保3年） - 1833年（天保4年）刊行。4編12冊。柳川重信・柳川重山画。美男子の丹次郎と女たちとの三角関係を描いたもの。人情本の代表作と言われる。

## 概要
1829年（文政12年）の火事で焼け出された春水が、単独で再起をかけた作品で、人情本の代表作とされる。吉原と深川の芸者、女浄瑠璃、女髪結と、当時の注目を集めた女性を配し、恋愛の諸相を巧みな会話文とともに描いて人気を博した。その人気は、米八と仇吉の錦絵が出版されたり、名古屋の芸者が米八と名前を変えたり、丹次郎が色男の代名詞となったりするほどであった。この作品で、春水は戯作者としての名を高めた。
内容は、江戸の町を背景に悪巧みによって隠棲生活を強いられている唐琴屋の美青年丹次郎を慕う芸者・米八、仇吉の2人と、許婚のお長との交渉を描いている（あらすじ参照）。続編に『春色辰巳園』（1833年～35年）、『春色恵之花』（1836年）、『春色英対暖語』（1838年）、『春色梅美婦禰』（1841）があり、全20編60冊として「梅児誉美」シリーズになっている。
寛政の改革で出版統制が行なわれて以降、多くの作家が禁令に触れないようなものを書いていた中、庶民の実生活に即した人情本『梅暦』の刊行は読者から熱狂的な支持を受け、江戸の読書界に衝撃を与えた。滝沢馬琴の『南総里見八犬伝』、柳亭種彦の『偐紫田舎源氏』、十返舎一九の『東海道中膝栗毛』と並び、四大奇書と呼ばれて大いに流行したが、天保の改革で目をつけられ、風俗を乱すとして春水は捕えられ、本書は絶版を命じられた。
中村幸彦は、本作をはじめとする人情本は全国的に教科書的性格で読まれ、地方への江戸詞や流行をもたらしたと指摘している。中村は梅暦が「長く全日本の青年たちの愛読書」となったと書き、実際、森鷗外や永井荷風、吉川英治らも青年期に梅暦を読み、影響を受けたことを記している。

### あらすじ
筋書きは『新版近世文学研究事典』に拠る。
鎌倉恋ヶ窪の遊女屋「唐琴屋」の養子丹次郎は、悪番頭鬼兵衛の謀略によって養家を追われ、深川でわび住まいをしていた。唐琴屋の内芸者米八は、恋人の丹次郎の窮状を見て、彼に貢ぐために婦多川（深川）の羽織芸者となる。これは此糸とその客藤兵衛の情けによるものであった。丹次郎の許嫁のお長は、危難をお由に助けられた後、丹次郎に貢ぐため、女浄瑠璃竹長吉となる。丹次郎は深川芸者仇吉とも恋仲になり、それぞれの女性の恋のさや当てが始まる。丹次郎は悩ましい日々を過ごすが、藤兵衛の調べによって、丹次郎が名家の落胤であると判明、丹次郎はお長を正妻とし、米八を妾とする。藤兵衛とお由は以前の恋人だったと分かり、結ばれる。此糸も恋人半兵衛と夫婦となる。一方、鬼兵衛らの悪人は滅びる。

## 登場人物
- 夏目丹次郎 - 鎌倉恋ヶ窪の遊女屋「唐琴屋」の養子だが、武家の隠し子。
- お長（お蝶） - 唐琴屋の娘。丹次郎の幼なじみで許嫁。困窮する丹次郎のために女義太夫になる。
- 米八 - 婦多川（深川）の人気芸者で丹次郎の恋人。丹次郎に仕送りするなどして尽くす。
- 仇吉 - 米八の芸者仲間。のちに丹次郎の情婦となる。
- 千葉の藤兵衛 - 通い客（春水の遊び仲間であり通人として知られた津藤こと豪商の摂津国屋藤兵衛がモデル）

## 『春色辰巳園』
『春色梅児誉美』の続編として1833年（天保4年）から1835年（天保6年）にかけて刊行された。「辰巳園」とは深川遊里のことで、書名は洒落本『辰巳之園』から借りたものである。内容は、丹次郎をめぐる深川の羽織芸者米八と仇吉の恋のかけひきを主題とする。両者の喧嘩が3回繰り返されるが、それによって深川芸者の意気地が描かれている点が、洒落本風のうがちと評される。深川の人物が実名で登場するなど、読者を深川芸者やその関係者と想定している。記述に際して、清元延津賀の援助があったとされる。

### あらすじ
深川の会席で落ち合った米八と仇吉の羽織芸者2人、互いに恋人唐琴屋丹次郎のことで言い争い、この家の娘お熊のとりなしで別れる。ある夕には、仇吉は丹次郎に出会い、そのまま連れて朋輩増吉の家に行き忍び会い、あるときは、約束してあった新道の料理屋で忍び会う。仇吉がこしらえた羽織の染めの出来などを話合い、出ようとする門口を通り合わせたのが米八。見るなり丹次郎の羽織をむりやり脱がせ、軒下の泥に投げ込み、駒下駄で踏んづける。大げんかになり、おりしも来合わせた清元の延津賀が仲裁、取り鎮める。仇吉は病気になり、勤めに出ず、高利のかねを借りてその日暮らし。その金貸しの鬼九郎が訪ねてきて、色と欲とで仇吉を責め、困り果てているところに、恋敵米八が、心機一転した義侠心から、いきなり入ってきて、仇吉の借金をきれいに返し、親切になぐさめる。仇吉は全快、米八と姉妹どうぜんむつまじくなる。丹次郎は実父の病気で長期旅行中、帰ってきてこれを知って安心。かくして丹次郎の正妻たるべきお長、米八、仇吉は仲良く暮らす。仇吉は妊娠し、面目なく思ったのか置手紙をして家出する。本妻お長は男児を産み、米八の名にちなみ八十八と命名し、はやくも3年、仇吉のうわさをしながらさがす。ある日、伊気加美の寺（池上本門寺）へ子供連れでお会式に参詣し、八十八を見失う。同じ年頃の迷子を捜し当てると、それはお米という女児で、仇吉の子であった。そこへ駆けつける仇吉が、八十八を背負っていた。ここにめでたくも再会の時が来た。お米の名は、米八に感謝する仇吉の志であった。丹次郎が仇吉をも引き取ることになり、みなむつまじくも朝夕、往来しつつ楽しく栄えたと。